# Everybody Loves Urusei Yatsura
Everybody Loves Urusei Yatsura è il terzo album del band scozzese Urusei Yatsura, pubblicato nel 2001.

## Tracce
1. Louche 33
2. Eastern Youth
3. Superdeformer
4. Silver Dragon
5. Uji Bomb
6. Our Shining Path
7. Kubrik In Town
8. Random Cruise
9. Faking It
10. Thank You
11. Sores
12. Osaka White